# Regierung Hawke I
Die Regierung Hawke I regierte Australien vom 11. März 1983 bis zum 13. Dezember 1984. Die Regierung wurde von der Labor Party gestellt.
Malcolm Fraser war seit dem 11. November 1975 Premierminister einer Koalition von Liberal Party (LP) und der National Country Party (NCP). Bei der Parlamentswahl am 5. März 1983 errang die Labor Party mit 75 von 125 Sitzen im Repräsentantenhaus eine klare Mehrheit. im Senat gewann Labor 3 Sitze dazu, verfehlte mit 30 von 64 Senatoren jedoch die Mehrheit. Die neue Regierung stellte die Labor Party unter Premierminister Bob Hawke. Bei den vorgezogenen Parlamentswahl am 1. Dezember 1984 konnte Labor trotz leichter Stimmverluste mit 82 von 148 Mandaten im vergrößerten Repräsentantenhaus die absolute Mehrheit behaupten. Im ebenfalls vergrößerten Senat stellte Labor 34 der 76 Senatoren. Die Laborregierung unter Bob Hawke wurde fortgesetzt.

## Ministerliste
| Kabinett                                                                                               | Kabinett        | Kabinett                             | Kabinett | Kabinett |
| Amt | Minister        | Amtszeit                             | Bild     |          |
| --- | --------------- | ------------------------------------ | -------- | -------- |
| Premierminister                                                                                        | Bob Hawke       | 11. März 1983 – 13. Dezember 1984    |          |          |
| stellvertretender Premierminister und Handelsminister                                                  | Lionel Bowen    | 11. März 1983 – 13. Dezember 1984    |          |          |
| Minister für Industrie und Gewerbe                                                                     | John Button     | 11. März 1983 – 13. Dezember 1984    |          |          |
| Sozialminister                                                                                         | Don Grimes      | 11. März 1983 – 13. Dezember 1984    |          |          |
| Minister für Arbeit und industrielle Beziehungen                                                       | Ralph Willis    | 11. März 1983 – 13. Dezember 1984    |          |          |
| Schatzminister                                                                                         | Paul Keating    | 11. März 1983 – 13. Dezember 1984    |          |          |
| Special Minister of State                                                                              | Mick Young      | 11. März 1983 – 14. Juli 1983        |          |          |
| Special Minister of State                                                                              | Mick Young      | 21. Januar 1984 – 13. Dezember 1984  |          |          |
| Vizepräsident des Executive Council                                                                    | Mick Young      | 11. März 1983 – 14. Juli 1983        |          |          |
| Vizepräsident des Executive Council                                                                    | Lionel Bowen    | 14. Juli 1983 – 13. Dezember 1984    |          |          |
| Minister für Einwanderung und ethnische Angelegenheiten                                                | Stewart West    | 11. März 1983 – 4. November 1983     |          |          |
| Minister für Einwanderung und ethnische Angelegenheiten                                                | Stewart West    | 3. April 1984 – 13. Dezember 1984    |          |          |
| Minister für Bodenschätze und Energie                                                                  | Peter Walsh     | 11. März 1983 – 13. Dezember 1984    |          |          |
| Außenminister                                                                                          | Bill Hayden     | 11. März 1983 – 13. Dezember 1984    |          |          |
| Ministerin für Bildung und Jugend                                                                      | Susan Ryan      | 11. März 1983 – 13. Dezember 1984    |          |          |
| Generalstaatsanwalt                                                                                    | Gareth Evans    | 11. März 1983 – 13. Dezember 1984    |          |          |
| Verteidigungsminister                                                                                  | Gordon Scholes  | 11. März 1983 – 13. Dezember 1984    |          |          |
| Minister für die Grundstoffindustrie                                                                   | John Kerin      | 4. November 1983 – 13. Dezember 1984 |          |          |
| Finanzminister                                                                                         | John Dawkins    | 14. Juli 1983 – 13. Dezember 1984    |          |          |
| Assistant Minister beim Premierminister für Beziehungen zwischen Commonwealth und Staat                | Lionel Bowen    | 11. März 1983 – 13. Dezember 1984    |          |          |
| Assistant Minister beim Premierminister für den Öffentlichen Dienst                                    | Ralph Willis    | 11. März 1983 – 28. Juni 1983        |          |          |
| Assistant Minister beim Premierminister für den Öffentlichen Dienst                                    | John Dawkins    | 14. Juli 1983 – 13. Dezember 1984    |          |          |
| Assistant Minister beim Premierminister für den industrielle Angelegenheiten des Öffentlichen Dienstes | Ralph Willis    | 28. Juni 1983 – 13. Dezember 1984    |          |          |
| Assistant Minister beim Premierminister für die Stellung der Frauen                                    | Susan Ryan      | 11. März 1983 – 13. Dezember 1984    |          |          |
| Assistant Minister im Kommunikationsministerium                                                        | John Button     | 11. März 1983 – 13. Dezember 1984    |          |          |
| |                 |                                      |          |          |
| Juniorminister                                                                                         |                 |                                      |          |          |
| Special Minister of State                                                                              | Kim Beazley     | 14. Juli 1983 – 21. Januar 1984      |          |          |
| Minister für Einwanderung und ethnische Angelegenheiten                                                | Stewart West    | 4. November 1983 – 3. April 1984     |          |          |
| Verkehrsminister                                                                                       | Peter Morris    | 11. März 1983 – 13. Dezember 1984    |          |          |
| Minister für die Grundstoffindustrie                                                                   | John Kerin      | 11. März 1983 – 4. November 1983     |          |          |
| Luftfahrtminister                                                                                      | Kim Beazley     | 14. Juli 1983 – 21. Januar 1984      |          |          |
| Minister für Wohnraum und Bau                                                                          | Chris Hurford   | 11. März 1983 – 13. Dezember 1984    |          |          |
| Minister für Sport, Freizeit und Tourismus                                                             | John Brown      | 11. März 1983 – 13. Dezember 1984    |          |          |
| Minister für administrative Dienstleistungen                                                           | John Brown      | 11. März 1983 – 13. Dezember 1984    |          |          |
| Finanzminister                                                                                         | John Dawkins    | 11. März 1983 – 14. Juli 1983        |          |          |
| Gesundheitsminister                                                                                    | Neal Blewett    | 11. März 1983 – 13. Dezember 1984    |          |          |
| Minister für Wissenschaft und Technologie                                                              | Barry Jones     | 11. März 1983 – 13. Dezember 1984    |          |          |
| Minister für Kommunikation                                                                             | Michael Duffy   | 11. März 1983 – 13. Dezember 1984    |          |          |
| Minister für Inneres und Umwelt                                                                        | Barry Cohen     | 11. März 1983 – 13. Dezember 1984    |          |          |
| Minister für Aborigines                                                                                | Clyde Holding   | 11. März 1983 – 13. Dezember 1984    |          |          |
| Minister für Veteranen                                                                                 | Arthur Gietzelt | 11. März 1983 – 13. Dezember 1984    |          |          |
| Minister für Territorien und kommunale Regierung                                                       | Tom Uren        | 11. März 1983 – 13. Dezember 1984    |          |          |
| Minister für Verteidigungsunterstützung                                                                | Brian Howe      | 11. März 1983 – 13. Dezember 1984    |          |          |
| Assistant Minister beim Premierminister für die kommunale Entwicklung und regionale Angelegenheiten    | Tom Uren        | 11. März 1983 – 13. Dezember 1984    |          |          |
| Assistant Minister beim Premierminister für den Öffentlichen Dienst                                    | John Dawkins    | 28. Juni 1983 – 14. Juli 1983        |          |          |
| Assistant Minister für Industrie und Gewerbe                                                           | John Brown      | 11. März 1983 – 13. Dezember 1984    |          |          |
| Assistant Minister im Schatzministerium                                                                | Chris Hurford   | 11. März 1983 – 13. Dezember 1984    |          |          |
| Assistant Minister im Verteidigungsministerium                                                         | Kim Beazley     | 14. Juli 1983 – 21. Januar 1984      |          |          |